# Williamsburg (Pennsylvania)
Williamsburg  è una borough degli Stati Uniti d'America, nella contea di Blair nello Stato della Pennsylvania. Secondo il censimento del 2000 la popolazione è di 1.345 abitanti.

## Società

### Evoluzione demografica
La composizione etnica vede una maggioranza di quella bianca (98,96%), seguita dagli asiatici (0,15%) dati del 2000.
| borough di Williamsburg Popolazione |       |
| 2000                                | 1.345 |
| Stima al 2009                       | 1.253 |